# Стена Уаргаде
Стена Уаргаде — древнее каменное сооружение, археологический памятник в Уаргаде, Сомали. Окружало большое историческое поселение в этом районе. В древние времена район был также известен как Королевство Пунт. Он упоминается в Библии Ветхого Завета.
Во время раскопок были найдены могилы и неглазурованные черепки очень древней керамики. Строительный материал стены состоит из щебня, уложенного в глиняный раствор. Высокая стена имеет размеры 230 м × 210 м (750 футов × 690 футов).
Стену Уаргаде до сих пор можно рассматривать как «свидетельство высокоразвитой цивилизации». Раскопки показывают оживлённые торговые отношения с другими частями Африки задолго до нашей эры.
После того, как поселение было заброшено в исламскую эпоху, население Уаргаде стало использовать стену в качестве источника строительного материала, что способствовало её нынешнему разрушенному состоянию.